# Presqu’île du Glacier
Presqu’île du Glacier är en udde i Antarktis. Den ligger i Östantarktis. Frankrike gör anspråk på området.
Forskningsstationen Dumont d'Urville ligger 4 kilometer nordost om Glacier. 